# 雾光县
雾光县（越南语：／）是越南河静省下辖的一个县。

## 地理
雾光县北和西北接香山县；东南接香溪县；西南接老挝；东北接德寿县。西侧安南山脉有雾光国家公园，蕴含丰富的生态资源。

## 历史
2019年11月21日，香明社部分区域划归香光社管辖，香光社部分区域划归香田社管辖，香寿社和香光社合并为光寿社，山寿社和香田社合并为寿田社。

## 行政区划
雾光县下辖1市镇9社，县莅雾光市镇。
- 雾光市镇（Thị trấn Vũ Quang）
- 恩富社（Xã Ân Phú）
- 德蓬社（Xã Đức Bồng）
- 德江社（Xã Đức Giang）
- 德香社（Xã Đức Hương）
- 德连社（Xã Đức Liên）
- 德岭社（Xã Đức Lĩnh）
- 香明社（Xã Hương Minh）
- 光寿社（Xã Quang Thọ）
- 寿田社（Xã Thọ Điền）